# Jisu-myeon
Jisu-myeon (koreanska: 지수면) är en socken i den södra delen av Sydkorea, 285 km söder om huvudstaden Seoul. Den ligger i kommunen Jinju i provinsen Södra Gyeongsang.